# ISO/IEC 8859-6
ISO/IEC 8859-6:1999(Information technology — 8-bit single-byte coded graphic character sets — Part 6: Latin/Arabic alphabet)은 ASCII 기반 표준 문자 인코딩의 ISO/IEC 8859 시르즈의 일부로, 1987년 첫 에디션이 출판되었다. 비공식적으로 Latin/Arabic으로 호칭된다. 아랍어를 지원하기 위해 설계되었다. 아랍어 그 자체 외의 대부분의 아랍어 문자를 쓰기 위해 필요한 추가 문자들은 포함하고 있지 않다.(예: 페르시아어, 우루두어 등)
ISO-8859-6은 현재 기술적으로 구식인 상태이며 현대의 애플리케이션, 특히 인터넷에서는 유니코드가 선호된다. 모든 웹 페이지들 가운데 0.1%만이 ISO-8859-6을 사용한다.